# 김지석 (희극인)
김지석(1984년 1월 27일 ~ )은 대한민국의 희극 배우이다.

## 출연작

### 방송
- 웃찾사 (SBS)
  - 해석 남녀
  - 너무큰대
  - 거기서 거기
- 개그 스타 (KBS2)